# カルロス・ロメロ
カルロス・ロメロ・セラーノ（Carlos Romero Serrano、2001年10月29日 - ）は、スペイン・バレンシア州トレント出身のサッカー選手。RCDエスパニョール所属。ポジションはDF。

## クラブ経歴
2019年にビジャレアルCFのカンテラへ入団し、2020-21シーズンにCチームへ昇格し、2022-23シーズンからはBチームでプレーするようになった。2022年8月29日、セグンダ・ディビシオンのグラナダCF戦でプロデビューを飾った。
2023年9月17日、プリメーラ・ディビシオンのUDアルメリア戦にて、先発から62分までプレーしたことでトップチームデビューを飾った。その後トップチームでは短期間で3度にわたり監督が交代するが、依然としてトップチームでプレーし続け、同年11月28日にはクラブとの契約を2027年まで延長した。